# ليتون (محطة مترو أنفاق لندن)
ليتون (بالإنجليزية: Leyton)‏ هي إحدى محطات مترو أنفاق لندن. تقع على خط سينترال أفتتحت في المنطقة (Zone) رقم 3 أفتتحت في 22 أغسطس 1856، 5 مايو 1947.